# دشت بیضا
دشت بیضا، روستایی از توابع بخش مرکزی شهرستان آباده در استان فارس ایران است.
این روستا با پیشرفت ها و برگزاری مسابقات خود یکی از بهترین و مشهور ترین روستا های ایران می باشد.

## مسابقات
مسابقاتی همچون برنده باش و عصرجدید از مسابقات این روستا می باشد که تاکنون هردوی آنها به پایان رسیده است.

## بازی ها
بازی مافیای روستای دشت بیضا از تابستان سال 1400(ه.ش) آغاز و همچنان ادامه دارد. 

## جمعیت
جمعیت آن بیش از  100 نفر است

## اقدامات انجام شده
ساخت پارک در روستا
انتقال برق به باغ های روستا
سنگ فرش کردن کوچه های روستا
آسفالت کردن خیابان های درونی روستا
نصب دوربین در نقاط مختلف روستا برای امنیت بیشتر
انتقال خطوط تلفن با استفاده از سیستم رادیو ماکروویو